# Adriaan Lokman
Adriaan Lokman (1960) is een Nederlandse regisseur van abstracte dialoogloze korte animatiefilms. 
Lokman woont in Frankrijk. Hij studeerde animatie en illustratie aan de Willem de Kooning Academie. Lokman won in 2002 de Grand prix du court métrage op het Festival international du film d'animation d'Annecy voor zijn korte film Barcode. Zijn film Flow ontving aldaar de Mention André-Martin pour un court métrage français. De film werd voor het eerst op televisie uitgezonden op 15 juni 2019 met een "making of". Lokman maakte tevens videoclips voor BLØF.